# Пудуккоттай (округ)
Пудуккоттай (англ. Pudukkottai) — округ в индийском штате Тамилнад. Образован 14 января 1974 года из частей территорий округов Тируччираппалли и Танджавур. Административный центр — город Пудуккоттай. Площадь округа — 4651 км². По данным всеиндийской переписи 2001 года население округа составляло 1 459 601 человек. Уровень грамотности взрослого населения составлял 71,1 %, что выше среднеиндийского уровня (59,5 %). Доля городского населения составляла 17 %.